# Ликит Према

Ликит Према (енгл. Likith Prema, канд. ಲಿಕಿತ್ ಪ್ರೇಮಾ; Карнатака, 14. август 1998) индијски је пливач чија специјалност су трке прсним стилом. 

## Спортска каријера
Представљао је Индију на светском првенству у корејском Квангџуу 2019, што је уједно био и његов дебитантски наступ на великим такмичењима. У Квангџуу је пливао у квалификацијама на 50 прсно (42. место) и 100 прсно (52. место).